# Serge Blaise Zoniaba
Serge Blaise Zoniaba est un homme politique congolais. Il fut ministre de l’Énergie et de l'Hydraulique (2016-2021) ainsi que ministre de l'Enseignement technique, professionnel, de la formation qualifiante et de l'emploi (2012-2016).

## Biographie
Serge Blaise Zoniaba est le fils de l'homme politique et écrivain Bernard Zoniaba (en) (1929-2001).
Avant de s'engager en politique, il fut administrateur de la Banque africaine de développement (BAD) pour le Congo.
Le 25 septembre 2012, il fait son entrée au gouvernement en devenant ministre de l'Enseignement technique, professionnel, de la formation qualifiante et de l'emploi. 
Il est par la suite désigné président du comité de suivi pour la municipalisation accélérée du département de la Sangha, en avril 2014.
Le 6 mai 2016, il est nommé ministre de l’Énergie et de l'Hydraulique dans le premier gouvernement de Clément Mouamba, succédant à Henri Ossébi. Il reste à ce poste jusqu'en mai 2021, où il est remplacé par Honoré Sayi. Il devient alors directeur de cabinet du premier ministre Anatole Collinet Makosso.